# Ân Dũng
Ân Dũng (tiếng Trung giản thể: 殷勇, bính âm Hán ngữ: Yīn Yǒng, sinh tháng 8 năm 1969, người Hán) là chuyên gia kinh tế, chính trị gia nước Cộng hòa Nhân dân Trung Hoa. Ông là Ủy viên Ủy ban Trung ương Đảng Cộng sản Trung Quốc khóa XX, hiện là Phó Bí thư Thành ủy, Thị trưởng Bắc Kinh. Ông từng là Phó Thị trưởng Bắc Kinh; Phó Hành trưởng Ngân hàng Nhân dân Trung Quốc trẻ nhất khi được bổ nhiệm ở tuổi 46.
Ân Dũng là đảng viên Đảng Cộng sản Trung Quốc, học vị Thạc sĩ Quản lý công cộng, Tiến sĩ Kỹ thuật hệ thống. Ông có sự nghiệp hơn 20 năm lĩnh vực tiền tệ, ngân hàng trước khi chuyển sang lãnh đạo Bắc Kinh.

## Xuất thân và giáo dục
Ân Dũng sinh vào tháng 8 năm 1969 tại huyện Hán Dương thuộc chuyên thự Hiếu Cảm, nay là quận Thái Điện của thủ phủ Vũ Hán, tỉnh Hồ Bắc, Cộng hòa Nhân dân Trung Hoa. Ông lớn lên và tốt nghiệp cao trung ở Vũ Hán, đến tháng 9 năm 1987 thì thi cao khảo và thi đỗ Đại học Thanh Hoa, tới thủ đô Bắc Kinh nhập học hệ tự động hóa của trường và tốt nghiệp với hai bằng cử nhân về tự động hóa và quản lý xí nghiệp vào tháng 7 năm 1992. Với kết quả học tập và tốt nghiệp xuất sắc, Ân Dũng sau tốt nghiệp được tiến cử là nghiên cứu sinh sau đại học về kỹ thuật hệ thống tại Học viện Quản lý kinh tế của Thanh Hoa theo chương trình tiến sĩ. Ông theo học và nghiên cứu với sự hướng dẫn của Giáo sư Trịnh Duy Mẫn – một trong những người sáng lập ngành kỹ thuật hệ thống của Trung Quốc và là người sáng lập chuyên ngành kỹ thuật hệ thống và tự động hóa công nghiệp của Đại học Thanh Hoa, cùng với Nghiên cứu viên, Tiến sĩ Chu Tiểu Xuyên, vào thời điểm đó là Phó Hành trưởng Ngân hàng Nhân dân Trung Quốc. Năm 1997, ông bảo vệ thành công luận án tiến sĩ đề tài "Định giá chứng khoán và quản lý đầu tư dựa trên thời gian Fractal và phân bố ổn định" (基于时间分形和稳定分布的证券定价与投资管理), trở thành Tiến sĩ Kỹ thuật hệ thống. Ân Dũng cũng được kết nạp Đảng Cộng sản Trung Quốc vào tháng 5 năm 1994 tại trường Thanh Hoa. Trong những năm công tác, ông từng theo học chương trình cao học của Đại học Harvard và nhận thêm bằng Thạc sĩ Quản lý công cộng.

## Sự nghiệp

### Kinh tế
Tháng 1 năm 1997, sau khi hoàn thành 10 năm học tập ở Thanh Hoa, Ân Dũng được Cục Quản lý ngoại hối Quốc gia tuyển vào làm chuyên viên của Ty Quản lý dự trữ. Ông công tác ở đây trong thời gian dài, thời kỳ 2000 lần lượt là Phó Trưởng phòng Quản lý dự trữ, Phó Trưởng phòng Nghiên cứu chiến lược. Năm 2001, ông được điều sang khối doanh nghiệp nhà nước, bổ nhiệm làm Tổng giám đốc Công ty Đầu tư Trung Quốc chi nhánh Singapore, công ty con của Tập đoàn Đầu tư Trung Quốc, cấp chính xứ khi 32 tuổi. Sau đó, ông được điều trở lại làm Phó Ty trưởng Ty Quản lý dự trữ, rồi Ủy viên Đảng tổ, Chủ nhiệm Trung tâm Nghiệp vụ ngoại hối Trung ương và sau đó là Phó Bí thư Đảng tổ của trung tâm này.
Ngày 19 tháng 8 năm 2015, Ân Dũng được điều sang Ngân hàng Nhân dân Trung Quốc, chỉ định là Ủy viên Đảng ủy, được bổ nhiệm làm Trợ lý Hành trưởng, với Hành trưởng thời điểm này là Chu Tiểu Xuyên. Sau đó 1 năm, vào ngày 27 tháng 12 năm 2016, ông nhậm chức Phó Hành trưởng ở tuổi 46, trở thành Phó Hành trưởng trẻ nhất trong lịch sử, ít hơn 3 tuổi so với người trước đó là Trần Vũ Lộ – nhậm chức năm 2015 ở tuổi 49. Về sự kiện này, các chuyên gia kinh tế và chính trị cho rằng sự xuất sắc về chuyên môn là lý do chính giúp ông có hai lần thăng chức gồm Trợ lý Hành trưởng và Phó Hành trưởng trong hơn một năm, giữ cấp phó bộ trưởng, ngoài ra, ông là chuyên gia kinh tế tham gia vào lĩnh vực quản lý ngoại hối trong nhiều năm, việc bổ nhiệm này hướng tới đối phó với áp lực giảm giá của nhân dân tệ và những thách thức từ thị trường tài chính quốc tế.

### Bắc Kinh
Tháng 1 năm 2018, sau hơn 20 năm công tác trong ngành kinh tế, chuyên ngành tài chính, ngân hàng, Ân Dũng được miễn chức vụ Phó Hành trưởng, được điều sang Bắc Kinh, bổ nhiệm làm Phó Thị trưởng Chính phủ Nhân dân thành phố Bắc Kinh vào ngày 19. Đến tháng 12 cùng năm, ông được chỉ định vào Ủy ban Thường vụ Thành ủy Bắc Kinh, sau đó là Phó Bí thư Thành ủy từ tháng 6 năm 2022, đồng thời là đại biểu của Bắc Kinh dự Đại hội Đảng Cộng sản Trung Quốc lần thứ XX vào cuối năm 2022. Trong quá trình bầu cử tại đại hội, ông được bầu là Ủy viên Ủy ban Trung ương Đảng Cộng sản Trung Quốc khóa XX. Ngày 28 tháng 10, trong kỳ họp của Ủy ban Thường vụ Nhân Đại Bắc Kinh, Ủy viên Bộ Chính trị Trần Cát Ninh được miễn nhiệm chức vụ Thị trưởng, Ân Dũng được phê chuẩn là quyền Thị trưởng Bắc Kinh. Ông chính thức được bầu làm Thị trưởng Bắc Kinh từ ngày 19 tháng 1 năm 2023.